# Municipio de West Jersey
El municipio de West Jersey (en inglés: West Jersey Township) es un municipio ubicado en el condado de Stark en el estado estadounidense de Illinois. En el año 2010 tenía una población de 284 habitantes y una densidad poblacional de 2,99 personas por km².

## Geografía
El municipio de West Jersey se encuentra ubicado en las coordenadas 41°0′43″N 89°55′3″O / 41.01194, -89.91750. Según la Oficina del Censo de los Estados Unidos, el municipio tiene una superficie total de 95.04 km², de la cual 95,03 km² corresponden a tierra firme y (0,01 %) 0,01 km² es agua.

## Demografía
Según el censo de 2010, había 284 personas residiendo en el municipio de West Jersey. La densidad de población era de 2,99 hab./km². De los 284 habitantes, el municipio de West Jersey estaba compuesto por el 98,24 % blancos, el 0,35 % eran amerindios, el 0,7 % eran asiáticos y el 0,7 % eran de una mezcla de razas. Del total de la población el 1,06 % eran hispanos o latinos de cualquier raza.